# Les Cyniques (film)
Pour les articles homonymes, voir Les Cyniques.
Pour plus de détails, voir Fiche technique et Distribution.
Les Cyniques (Циники) est un film soviétique réalisé par Dmitri Meskhiev, sorti en 1991,.

## Fiche technique
- Photographie : Youri Chaïgardanov
- Musique : Vadim Goloutvin
- Décors : Vladimir Youjakov